# Joyce Jonathan
Pour les articles homonymes, voir Jonathan.
Joyce Jonathan, née le 3 novembre 1989 à Levallois-Perret (Hauts-de-Seine) , est une auteure-compositrice-interprète, pianiste et guitariste française.

## Biographie

### Enfance et jeunesse
Joyce Jonathan, née d'une mère juive tunisienne, Patricia Tartour, directrice et fondatrice de l'agence de voyage Maison de la Chine, et d'un père architecte, est la benjamine de trois sœurs (ses grandes sœurs se prénomment Victoria et Sarah), et a deux demi-frères. Elle fait sa scolarité à l'École alsacienne, à Paris.
À l'âge de 7 ans, elle apprend le piano et compose ses premières chansons, qu'elle partage avec ses sœurs aînées. Elle poursuit ses efforts en s'inscrivant à des cours de piano mais aussi, à 11 ans sans en aviser ses parents, à des cours de chant. Elle apprend la guitare en autodidacte (elle tient sa guitare comme une gauchère), influencée par des artistes tels que Teri Moïse, Michel Berger, Jean-Jacques Goldman et Tracy Chapman.

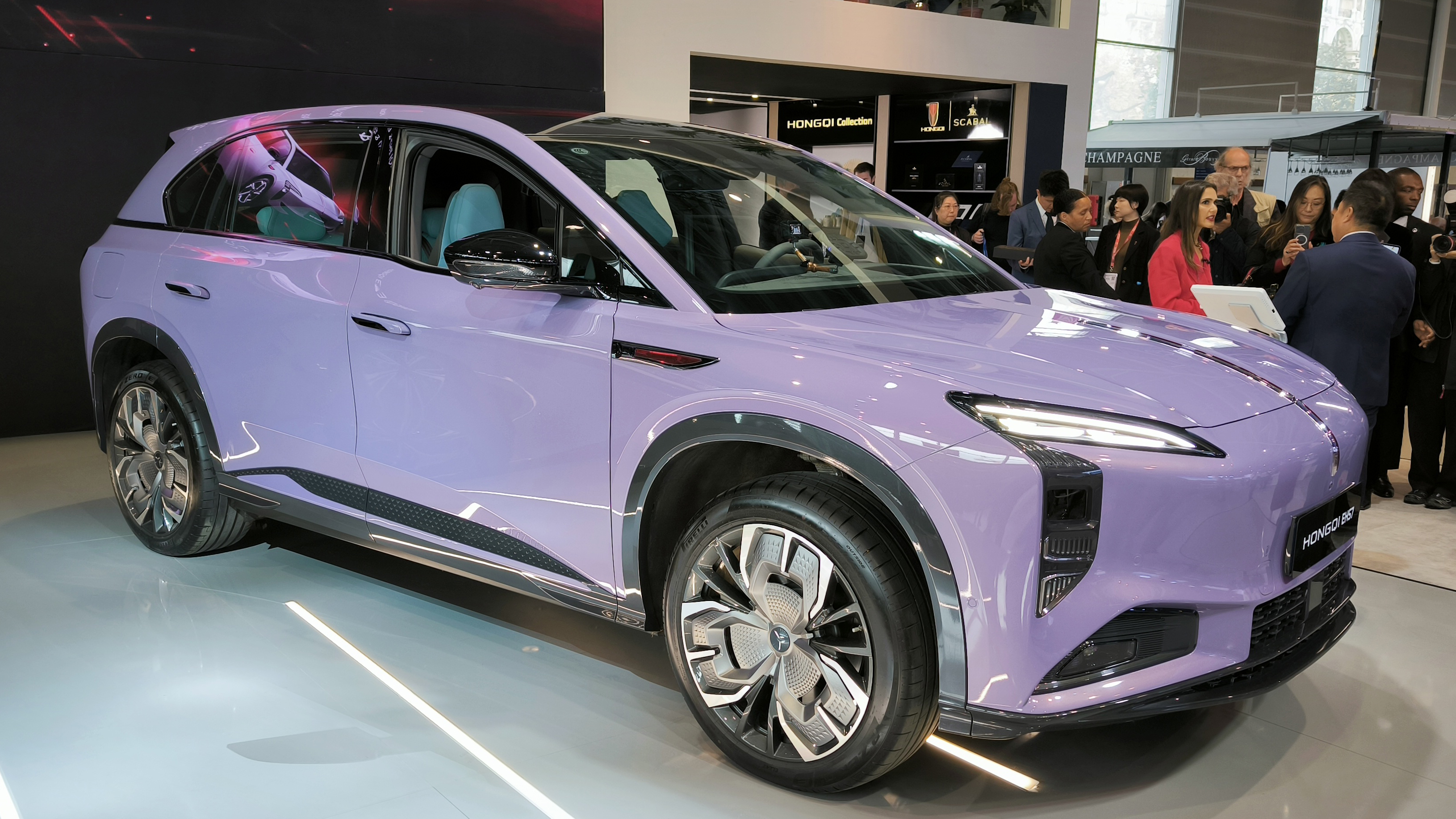
Joyce Jonathan lors de la présentation de la Hongqi EHS7 à Paris

Elle n'a que 16 ans lorsqu'elle poste sur le site de réseau social MySpace trois de ses compositions. Elle contacte également Michael Goldman, cofondateur du nouveau label communautaire My Major Company, pour l'inciter à écouter ses titres.
En 2007, à l'âge de 18 ans, elle est lancée sur le site internet du label communautaire My Major Company. Elle atteint dès le 13 mai 2008 les 70 000 euros alors requis pour la production de son album, grâce à ses 486 producteurs. Six mois après la sortie du premier opus, les internautes-producteurs de Joyce Jonathan ont déjà amorti leur investissement.
Après un bac scientifique, elle poursuit des études de psychologie et obtient son diplôme de licence.
Joyce a de bonnes connaissances du mandarin. Elle est l'égérie du constructeur automobile chinois Hongqi au Mondial de l'automobile de Paris 2024.

### Carrière musicale

#### Sur mes gardes(2008)
Grâce aux internautes, Joyce Jonathan commence en 2008 la réalisation de son premier album. Elle se tourne alors vers Louis Bertignac, ancien guitariste et chanteur du groupe Téléphone qui accepte de travailler avec elle sur les arrangements de ses titres. C'est dans le studio personnel du musicien qu'ils travaillent ensemble une année durant et il apparaît en chauffeur de taxi dans le clip de Je ne sais pas. Joyce enregistre également un duo avec Tété, Sur mes gardes.

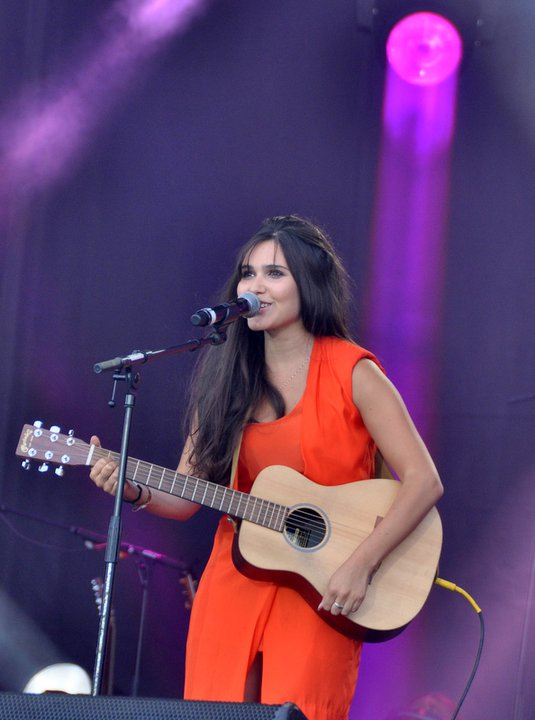
Joyce Jonathan au concert de SOS Racisme le 14 juillet 2011.

Ses deux singles, Je ne sais pas et Pas besoin de toi, sont issus de son premier album Sur mes gardes paru en janvier 2010. Cinq mois seulement après sa sortie, l'album est certifié disque d'or ; au mois d'août, l'opus se hisse à la première place des ventes d'albums en téléchargement. Moins d'un an après, l'album est certifié disque de platine.
En août 2010, le titre L'heure avait sonné est choisi par les réalisateurs de la série américaine Gossip Girl pour illustrer la bande originale du premier épisode de la saison 4.
En 2011, elle est lauréate de la catégorie « Révélation française de l'année » des NRJ Music Awards 2011. Elle remporte également, la même année, le grand prix de l'Union nationale des auteurs compositeurs (UNAC), décerné par la SACEM, pour l'écriture de sa chanson Je ne sais pas composée par Fabien Nataf.
En 2012, elle est nommée aux NRJ Music Awards 2012 dans la catégorie artiste féminine francophone de l'année.

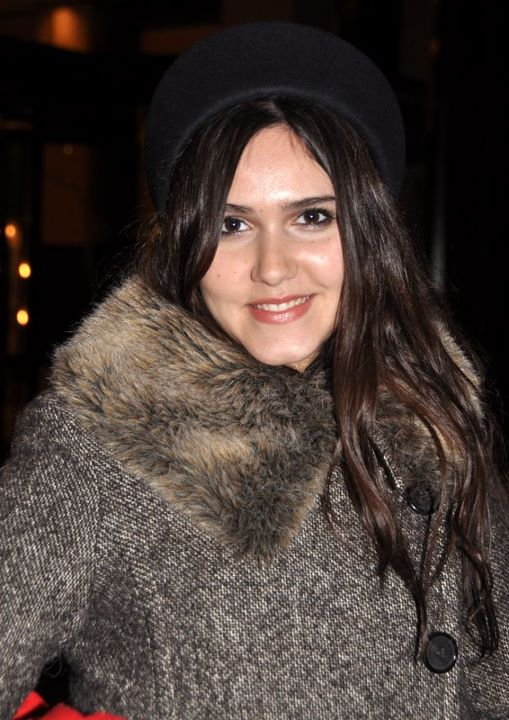
Joyce Jonathan aux NRJ Music Awards 2012.

En 2012, elle participe également au single caritatif Je reprends ma route en faveur de l'association Les voix de l'enfant.
En juillet 2012, elle quitte My Major Company pour signer un contrat avec Polydor (Universal).

#### Caractère(2013)
En mars 2013, la chanteuse participe à l'album Une voix une guitare, constitué de reprises de chansons françaises et réalisé par Jean-Félix Lalanne, selon le concept d'une guitare unique et d'une voix unique. Elle y apparaît aux côtés d'artistes prestigieux comme Serge Lama, Michel Jonasz, Vanessa Paradis et Hugues Aufray, et interprète une reprise de Serge Lama, D'aventures en aventures. Elle est aussi co-coach aux côtés de Louis Bertignac au sein de l'émission The Voice diffusée sur TF1 dans la semaine du 1er avril 2013.
Après avoir interprété le générique du dessin animé Lassie, elle publie son deuxième album, Caractère, le 10 juin 2013. Porté par les titres Ça ira, Caractère et Sans patience, l'album est certifié disque d'or. Le 18 novembre 2013, la chanteuse réédite cet album qui comprend dorénavant le single Ça ira en version acoustique et deux duos inédits dont un avec Ycare sur Botero et un autre avec Jean-Félix Lalanne sur D'aventures en aventures. Elle remporte le grand prix de l'Union nationale des auteurs-compositeurs (UNAC) décerné par la SACEM pour l'écriture de sa chanson Ça ira composée par Fabien Nataf.
Le 14 décembre 2013, lors de la cérémonie des NRJ Music Awards 2014, elle est nommée dans la catégorie artiste féminine francophone de l'année et chanson francophone de l'année. Le même mois, Joyce Jonathan participe au projet We Love Disney en interprétant le titre Ce rêve bleu en duo avec Olympe et Hakuna Matata aux côtés de Zaho.
En juin 2014, la jeune femme devient l'égérie de la tournée Weleda Bioty Tour. Le double-album caritatif Kiss & Love sort le 3 novembre 2014, contenant le titre Si seulement je pouvais lui manquer de Calogero interprété par Joyce Jonathan et Emmanuel Moire.
À l'automne 2014, elle participe à la cinquième saison de l'émission Danse avec les stars sur TF1, aux côtés du danseur Julien Brugel, et termine neuvième de la compétition.
En 2014, pour la Fondation Abbé-Pierre, elle interprète le titre Le Chemin de Pierre, aux côtés de Nolwenn Leroy, Rose, Thomas Dutronc, Tété, Zaz, Mike Ibrahim...

#### Une place pour moi(2015)

Joyce Jonathan aux NRJ Music Awards 2014 le 14 décembre 2013.

Le 25 septembre 2015, elle dévoile Le bonheur, premier single de son troisième album Une place pour moi qui sort le 5 février 2016. Le second single est son duo avec Vianney, Les Filles d'aujourd'hui, qui atteint la 30e place des ventes et dont le clip dépasse les 64 millions de vues. L'exploitation se termine avec un troisième single Je ne veux pas de toi.
En 2016, elle chante De père à fille en duo avec Salvatore Adamo sur l'album L'amour n'a jamais tort de ce dernier.
Elle écrit les paroles de Demain, la chanson du générique du feuilleton quotidien de TF1, Demain nous appartient, interprétée par Lou Jean à la demande de Fabien Nataf, le compositeur de la chanson. En septembre 2017, elle fait partie du casting de cette série en tant que guest dans le rôle d'Emma, aux côtés d'Ingrid Chauvin ou Lorie Pester.

#### On(2018)
Le 8 février 2018, elle quitte officiellement son label, Polydor, afin de signer avec Play Two. Le 4 mai 2018, la chanteuse dévoile le single On, issu de son quatrième album dont la sortie est prévue le 5 octobre 2018. Le 19 décembre 2018, plus de 70 célébrités se mobilisent à l'appel de l'association Urgence Homophobie. Joyce Jonathan est l'une d'elles et apparaît dans le clip de la chanson De l'amour,,.

### Carrière internationale
Joyce Jonathan s'ouvre également à un public international. Son album version mandarin sort en Chine et à Taïwan fin 2010 et se hisse très rapidement en tête des ventes, se plaçant dans le top 5 des ventes d'albums à Hong Kong et Taïwan, et la chanson Je ne sais pas devient l'un des titres les plus diffusés pendant plusieurs semaines. Ce succès s'accompagne de nombreuses invitations à des émissions télévisées, comme celle du nouvel an chinois, enregistrée dans le Water Cube de Pékin, et diffusée à plus de 150 millions de téléspectateurs chinois. Joyce Jonathan fait des concerts à Pékin, Shanghai, Wuhan, Hong Kong, Chengdu, Guiyang et Taipei.

### Tournées

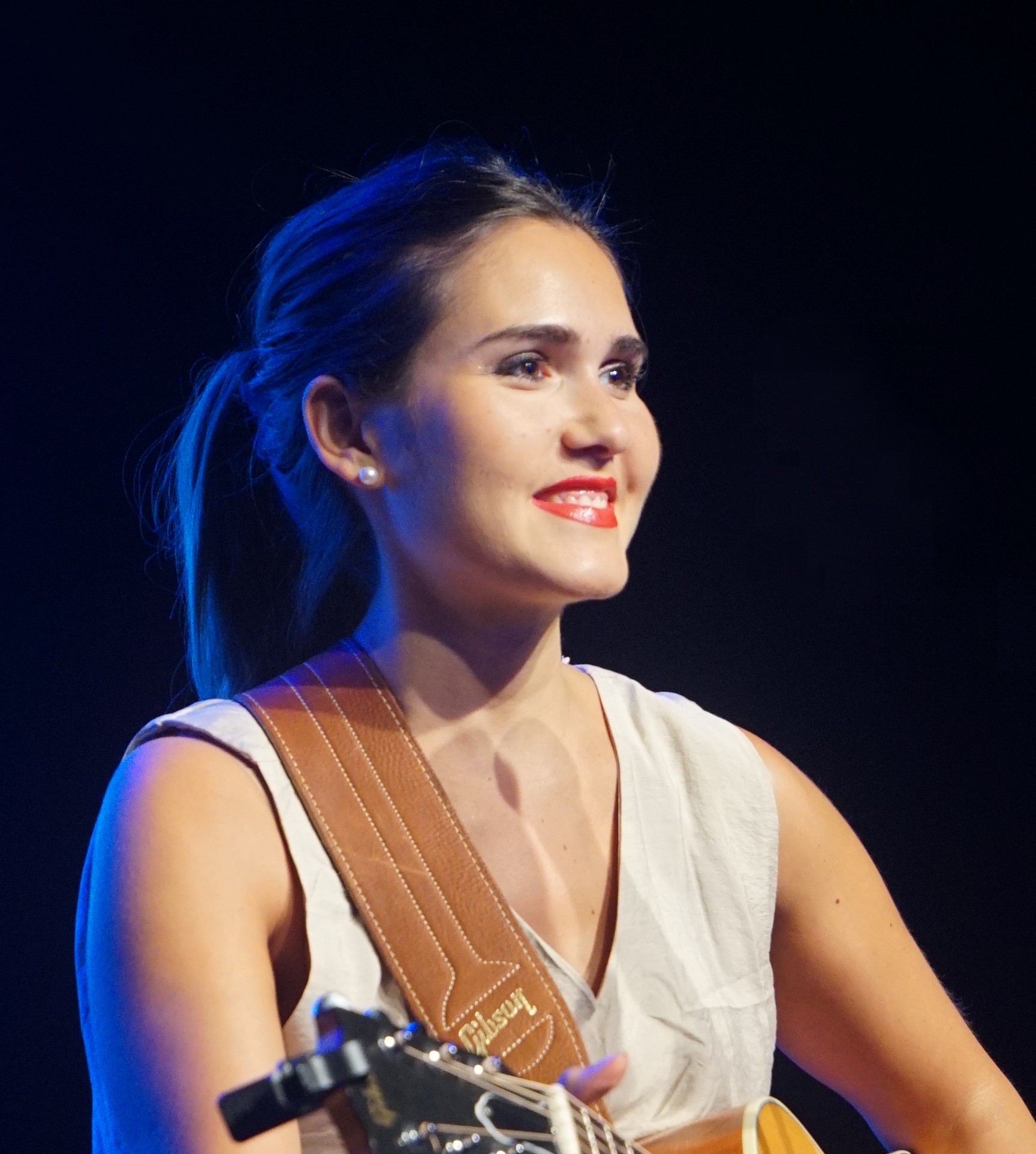
Joyce Jonathan en 2016.

Elle entame une tournée en octobre 2010 : La Cigale à Paris, le Médiator à Perpignan, Le Liberté à Rennes, Le Run Ar Puns à Châteaulin, Les Passagers du Zinc à Avignon, l'Ampérage à Grenoble, etc. Des dates supplémentaires sont alors ajoutées, notamment une date dans la salle de l'Olympia, le 28 avril 2011. Elle fait également un concert au théâtre de Spa lors des Francofolies de Spa.
Sur scène, Joyce Jonathan s'accompagne à la guitare et au piano ; elle est également accompagnée de plusieurs musiciens (basse, clavier, batterie, guitare, violoncelle).
Le 18 juillet 2015, elle est l'invitée de la quatrième soirée de Festivalras.

### Style

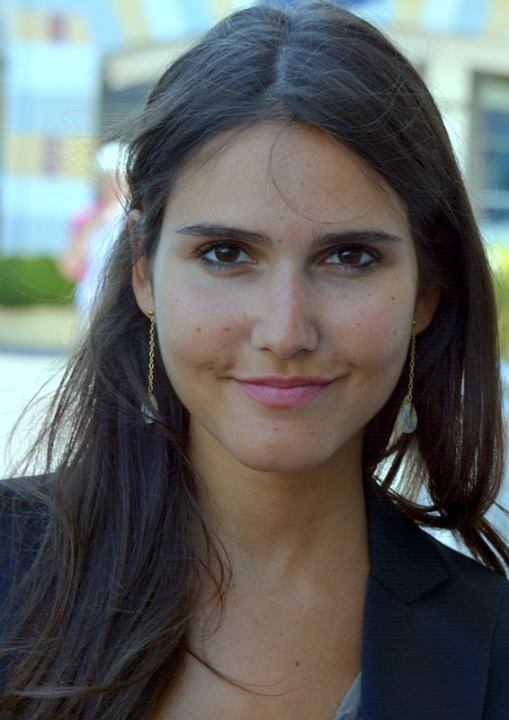
Joyce Jonathan au festival du cinéma américain de Deauville 2013.

Elle écrit ses propres textes depuis son enfance. Largement inspirées de son histoire personnelle, les paroles de ses chansons abordent les sentiments liés à la famille, à l'amour[réf. souhaitée].
Guitariste et pianiste, Joyce Jonathan compose elle-même ses chansons dans un style folk intimiste,. Louis Bertignac a produit l'album Sur mes gardes.

### Vie privée
À l’adolescence, elle a été brièvement en couple avec le jeune Gabriel Attal, futur homme politique. Elle décrit ces relations comme un amour d'enfance, « une amourette de récréation », « absolument très sage ».
Elle a aussi été la compagne de Thomas Hollande (fils de François Hollande et de Ségolène Royal) de 2012 à l'été 2014. Elle a par ailleurs publiquement soutenu François Hollande lors de la campagne présidentielle de 2012 et a chanté pour célébrer sa victoire le 6 mai 2012 place de la Bastille.
En juin 2020, elle annonce sur Instagram, être enceinte d'une fille avec son compagnon originaire de Corse, Martial Paoli. Le 2 novembre 2020, elle met au monde une petite fille prénommée Ghjulia.
Elle a combattu des troubles d'anorexie mentale et milite sur le sujet à présent.

### Divers
Elle a participé à l'édition 2018 de Fort Boyard. Ses performances ont été violemment critiquées sur les réseaux sociaux, où elle fut jugée responsable de l'échec de son équipe à trouver le mot code et amasser des boyards, ce qui la poussa à présenter ses excuses et justifier ses échecs par son état de santé la veille du tournage, ajoutant qu'elle « ne se mettrait plus en danger à faire des émissions qui ne lui ressemblent pas ».
En 2019, elle participe à l'émission Mask Singer sur TF1 présentée par Camille Combal, sous le costume de l'Abeille, est éliminée après quatre semaines de participation et termine huitième.
Le 26 août 2021, elle fait ses débuts en tant que nouvelle sociétaire de l'émission de radio Les Grosses Têtes, animée par Laurent Ruquier.
En janvier 2022, elle rejoint la troupe des Enfoirés.
En 2024, Joyce Jonathan participe à la 5e saison de Cheng Feng (zh), une émission de télé-réalité chinoise dans laquelle des chanteuses de différents pays forment un groupe de musique pour gagner une compétition de chant. L'émission est diffusée par Mango TV (en). Elle est la gagnante de la saison.

## Discographie

### Albums

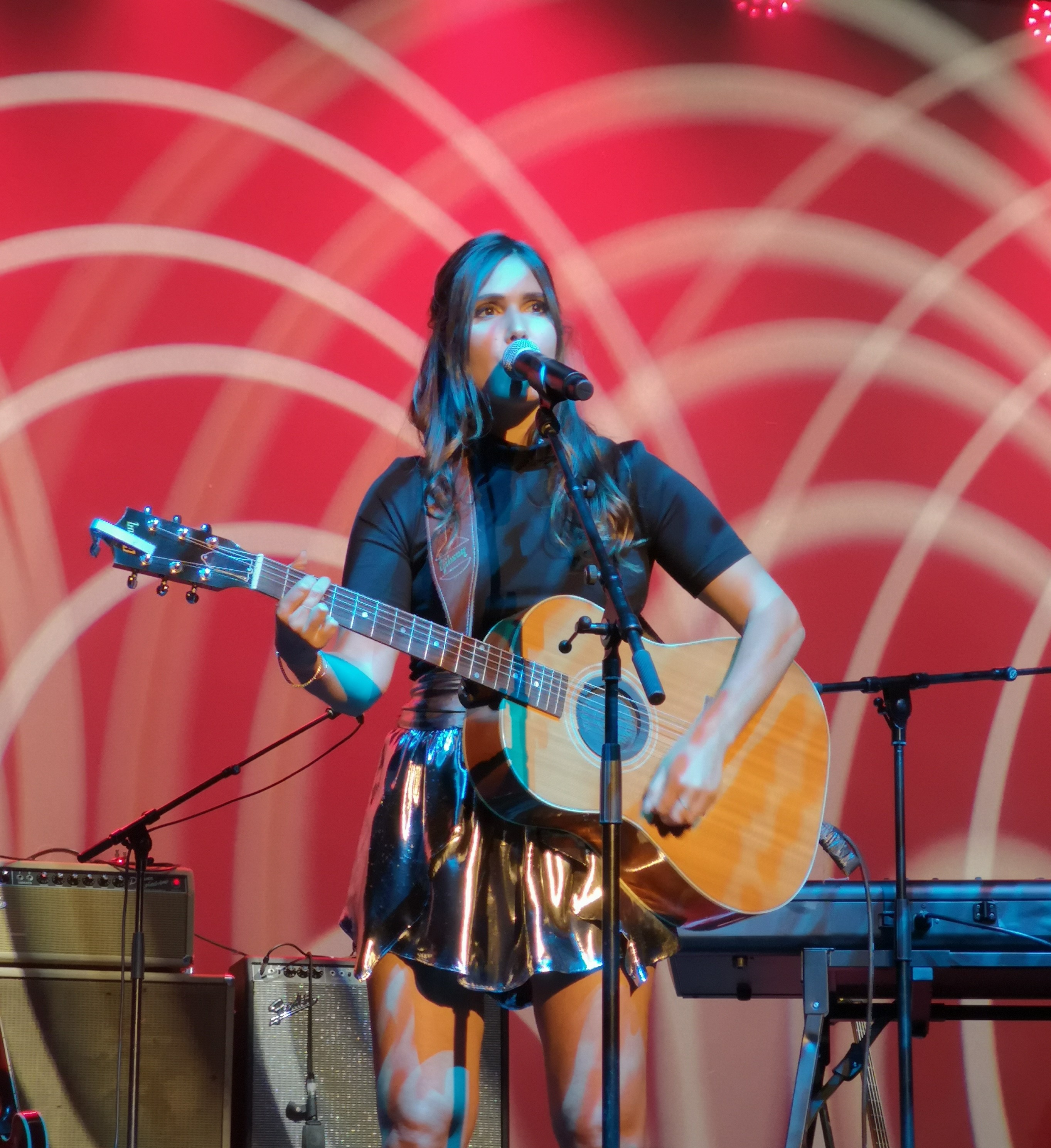
Joyce Jonathan à La Cigale pour ses 10 ans de carrière, le 14 octobre 2019

| Année | Titre                     | FR | BEL | Ventes           | Certifications                        |
| ----- | ------------------------- | -- | --- | ---------------- | ------------------------------------- |
| 2010  | Sur mes gardes            | 17 | 98  | France : 150 000 | France : Platine[citation nécessaire] |
| 2013  | Caractère                 | 16 | 29  | France : 90 000  | —                                     |
| 2016  | Une place pour moi        | 26 | 41  | France : 50 000  | France : Or,                          |
| 2018  | On                        | 51 | 183 | 11500            | —                                     |
| 2022  | Les p'tites jolies choses | -  | -   | —                | —                                     |

### EPs
| Année | Titre      | FR | BEL | Ventes | Certifications |
| ----- | ---------- | -- | --- | ------ | -------------- |
| 2022  | Toi et moi | -  | -   | —      | —              |

### Singles
| Année | Titre                     | FR  | FR(Téléchargements) | BEL | Certifications   |
| ----- | ------------------------- | --- | ------------------- | --- | ---------------- |
| 2009  | Pas besoin de toi         | 100 | 6                   | -   | -                |
| 2010  | Je ne sais pas            | 65  | 13                  | 16  | -                |
| 2010  | L'heure avait sonné       | -   | -                   | -   | -                |
| 2011  | Tant pis                  | -   | -                   | -   | -                |
| 2013  | Ça ira                    | 16  | 16                  | 25  | -                |
| 2013  | Caractère                 | 183 | 183                 | -   | -                |
| 2014  | Sans patience             | -   | -                   | -   | -                |
| 2014  | T'en va pas               | 68  | 68                  | -   | -                |
| 2015  | Le Bonheur                | 98  | 98                  | -   | -                |
| 2016  | Les Filles d'aujourd'hui  | 30  | 30                  | -   | France : Platine |
| 2017  | Je ne veux pas de toi     | -   | -                   | -   | -                |
| 2018  | On                        | 111 | 111                 | -   | -                |
| 2021  | Les p'tites jolies choses | -   | -                   | -   | -                |
| 2021  | À la vie comme à la mort  | -   | -                   | -   | -                |
| 2022  | T'es beau, t'es beau      | -   | -                   | -   | -                |

### Singles en collaboration
- 2010 : Sur mes gardes (en duo avec Tété)
- 2011 : Album Libres de chanter pour Paroles de Femmes
- 2011 : Quelque chose et moi (en duo avec Gérard Lenorman)
- 2013 : D'aventures en aventures (en duo avec Jean-Félix Lalanne)
- 2013 : Ce rêve bleu (en duo avec Olympe)
- 2014 : Botero (en duo avec Ycare)
- 2016 : Et le chat, il sert à quoi ? (en duo avec Manu)
- 2016 : De père à fille (en duo avec Salvatore Adamo)
- 2017 : Je tiens les rênes (en duo avec Anggun)
- 2019 : Mon héroïne (en duo avec Lola Dubini)
- 2022 : Je n'sais pas (en duo avec Ycare)
- 2022 : À la vie comme à la mort (en duo avec Jason Mraz)
- 2025 : N’importe Quoi (en duo avec Charles Fardin)

### Compilations
- 2011 : Collectif Paris Africa
  1. Des ricochets
- 2013 : Une voix, une guitare
  1. D'aventures en aventures
- 2014 : Chanter pour celles
  1. Résiste
  2. La femme est l'avenir de l'homme
- 2014 : Kiss and Love
  1. Si seulement je pouvais lui manquer avec Emmanuel Moire
- 2014 : Les Enfants du Top 50
  1. Désir désir avec Élisa Tovati, Mickael Miro, Brice Conrad
  2. T'en va pas
- 2014 : Le chemin de Pierre pour la fondation Abbé Pierre
- 2017 : Accordéons-nous

## Filmographie
| Année | Titre                                          | Rôle                                |
| ----- | ---------------------------------------------- | ----------------------------------- |
| 2013  | Plus belle la vie                              | Elle-même                           |
| 2014  | Nos chers voisins : Un Noël presque parfait    | Émilie Vercouse, une hypocondriaque |
| 2014  | Scènes de ménages                              | Petite-nièce de Raymond             |
| 2017  | Demain nous appartient                         | Emma                                |
| 2019  | collection Meurtres à... : Meurtres en Corrèze | Karine Dardelet                     |

## Émissions de télévision
(octobre 2024).
| Année     | Titre                                                       | Rôle                                      |
| --------- | ----------------------------------------------------------- | ----------------------------------------- |
| 2011      | L'École des fans (Gulli)                                    | elle-même, invitée                        |
| 2013      | Saison 2 de The Voice : la plus belle voix (TF1)            | co-coach de Louis Bertignac               |
| 2013-2014 | Samedi soir on chante (TF1)                                 | Membre de la troupe                       |
| 2014      | L'École des fans Nouvelle Génération (Gulli)                | elle-même, invitée                        |
| 2014      | Danse avec les stars (TF1)                                  | candidate                                 |
| 2015      | Qui veut gagner des millions ? (TF1)                        | candidate                                 |
| 2016-2017 | Le Grand Blind test (TF1)                                   | candidate                                 |
| 2018      | Fort Boyard (France 2)                                      | candidate                                 |
| 2018      | Quatre mariages pour une lune de miel (TF1)                 | invitée dans un épisode                   |
| 2019      | Saison 1 de Mask Singer (TF1)                               | candidate sous le costume de l'Abeille    |
| 2019      | Tout le monde joue (France 2)                               | candidate                                 |
| 2021      | The Artist (France 2)                                       | juge lors d'une émission                  |
| 2022      | Le Meilleur Pâtissier spécial célébrités - saison 5 (Gulli) | candidate éliminée lors du premier numéro |
| 2022      | Le Grand Quiz (TF1)                                         | candidate                                 |
| 2022-2025 | Les Enfoirés (TF1)                                          | membre de la troupe                       |
| 2022      | Eurovision France, c'est vous qui décidez (France 2)        | jurée                                     |
| 2023      | Saison 9 de The Voice Kids (TF1)                            | co-coach de Nolwenn Leroy                 |
| 2023      | Good Singers (TF1)                                          | jurée                                     |
| 2023      | The Wheel : Le Cercle des 7 (TF1)                           | candidate                                 |
| 2024      | Cheng Feng (zh) (Mango TV (en), Chine)                      | candidate victorieuse                     |
| 2024      | Show me your Voice (M6)                                     | jurée                                     |
| 2024-2025 | Le Grand Concours (TF1)                                     | candidate                                 |

## Distinctions
| Année | Prix                                             | Concours                      | Résultat   |
| ----- | ------------------------------------------------ | ----------------------------- | ---------- |
| 2011  | Révélation francophone                           | NRJ Music Awards 2011         | Lauréat    |
| 2011  | Chanson française de l'année (Pas besoin de toi) | NRJ Music Awards 2011         | Nomination |
| 2012  | Artiste féminine francophone de l'année          | NRJ Music Awards 2012         | Nomination |
| 2013  | Artiste féminine francophone de l'année          | NRJ Music Awards 15th Edition | Nomination |
| 2013  | Chanson française de l'année (Ça ira)            | NRJ Music Awards 15th Edition | Nomination |
| 2014  | Artiste féminine francophone de l'année          | NRJ Music Awards 2014         | Nomination |